# Боллен (кантон)
Болле́н (фр. Bollène) — кантон во Франции, находится в регионе Прованс — Альпы — Лазурный Берег. Департамент кантона — Воклюз. Входит в состав округа Авиньон. Население кантона на 2006 год составляло 25882 человека. 
Код INSEE кантона — 84 06. Всего в кантон Боллен входят 7 коммун, из них главной коммуной является Боллен.

## Коммуны кантона
| Коммуна             | Население | Почтовый индекс | Код INSEE |
| ------------------- | --------- | --------------- | --------- |
| Боллен              | 14.130    | 84500           | 84019     |
| Лагард-Пареоль      | 297       | 84290           | 84061     |
| Ламотт-дю-Рон       | 416       | 84840           | 84063     |
| Лапалю              | 3267      | 84840           | 84064     |
| Мондрагон           | 3363      | 84430           | 84078     |
| Морнас              | 2209      | 84550           | 84083     |
| Сент-Сесиль-ле-Винь | 2100      | 84290           | 84106     |